# Isidella tentaculum
Isidella tentaculum is een zachte koraalsoort uit de familie Isididae. De koraalsoort komt uit het geslacht Isidella. Isidella tentaculum werd in 2008 voor het eerst wetenschappelijk beschreven door Etnoyer. 